# Telediario Guadalajara
Telediario Guadalajara es un programa de noticias, el cual es transmitido para el área metropolitana de Guadalajara por la cadena televisiva Multimedios Televisión en el Canal 6.

## Inicio de transmisiones
Tras la llegada de Multimedios Televisión a Jalisco se daría a conocer que se crearía un Noticiero de manera local.
Tras darse a conocer por parte de directivos en la ciudad de Monterrey, se optaría a que se retransmitiera el noticiero Telediario Ciudad De México.
Sería el día 14 de febrero de 2019 cuando Telediario Guadalajara iniciaría transmisiones de forma local para el Canal 6.1 de Televisión Abierta de Guadalajara.

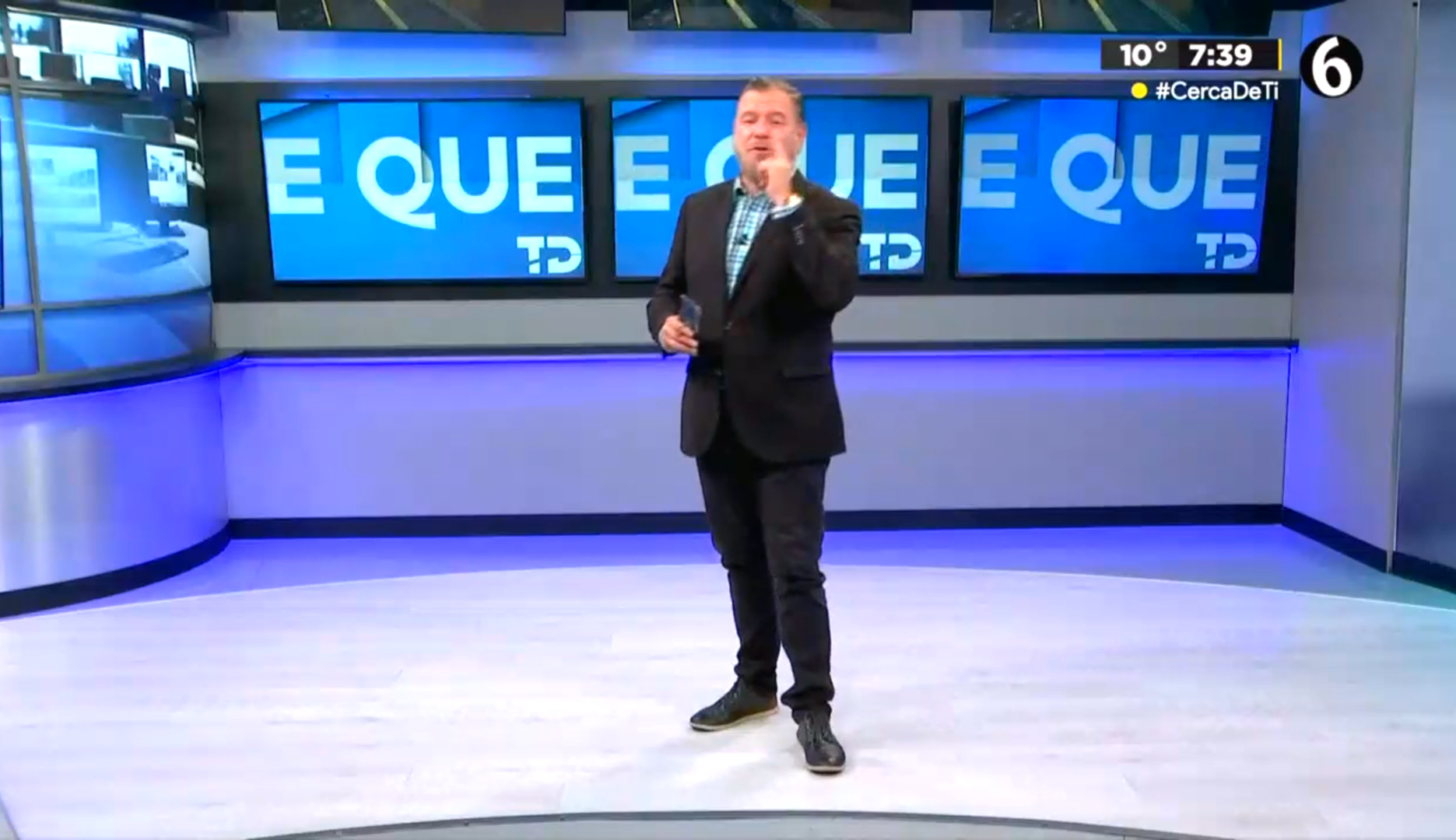
Mauro Hernández Presentando la sección Me Quede De A 6

## Emisiones
Telediario Guadalajara cuenta con 3 emisiones, las cuales son transmitidas de lunes a viernes. 
- Telediario Guadalajara Matutino: Siendo la primera emisión del día en Canal 6, con un horario de 5:50 a. m. a 10:00 a. m.
- Telediario Guadalajara Vespertino: Es la segunda emisión, teniendo un horario de 12:00 p. m. a 3:00 p. m.
- Telediario Guadalajara Nocturno: Es la última edición de Canal 6 Noticias siendo transmitido de 7:00 p. m. a 9:00 p. m.

## Coberturas Especiales
Telediario Guadalajara ha hecho cobertura en varios eventos que acontecen en el Área Metropolitana de Guadalajara tales son:
- Meta 2024

Tras las Elecciones Estatales de Jalisco de 2024, se le daría cobertura en segmentos informativos dentro de las emisiones de Telediario y el día Domingo 2 de junio de 2024 día de las elecciones se haría cobertura desde las 7:00 a. m. hasta las 2:30 a. m. del lunes 3 de junio de 2024.
- Romería De Zapopan

Cada 12 de Octubre se suspende la trasmisión de noticias para dar la cobertura completa de la Romería De Nuestra Señora De Zapopan, desde la salida de la Catedral de Guadalajara hasta su llegada a la Basílica De Zapopan 
- FIL Guadalajara

Durante los días de la Feria Internacional Del Libro De Guadalajara, Telediario Guadalajara transmite sus noticieros desde la Expo Guadalajara lugar sede de la FIL 

## Polémicas

### Antivacunas
El conductor Leonardo Schwebel durante el Segmento El Pulso en Telediario, se hizo polémica por llamar Anti-Vacunas a la gente que no quería usar el Cubrebocas durante la Pandemia de COVID-19 en México, llegando a ocasionar comentarios negativos y comentarios positivos, incluso el Presentador Jimmy Fallon lo reconoció como héroe.

### Corren A Mauro Hernández Del IMSS
En un enlace en vivo el Conductor Mauro Hernández acudiría a la Clinica del IMSS #180 en el municipio de 
Tlajomulco de Zúñiga, para preguntar sobre la atención del personal de dicho Hospital y ver la situación afuera de las instalaciones, al momento de ingresar a la zona de entrada de dicho Hospital serian sacados a la fuerza el conductor y el camarógrafo por Guardias Privados de dicho lugar, además de tirarle material publicitario del programa C4 En Alerta.

## Lugares De Producción Y Grabación
Tras la creación de Telediario Guadalajara se buscaba que tuviera la tecnología más avanzada, tras esto se llegó a la decisión de que los noticieros de Guadalajara se iban a grabar en otro estado donde la Cadena ya tenía presencia e infraestructura para la grabación en lo que terminaban de hacer las adaptaciones en Guadalajara.

### Monterrey
Tras la llegada de Telediario a Guadalajara en 2019 se optaría que se grabaran los programas en la ciudad de Monterrey en los estudios donde se graba la edición de Telediario Fin De Semana Ciudad De México esto en las instalaciones de Canal 6 Monterrey, contando con la tecnología más avanzada como emisiones en calidad Full HD y teniendo el apoyo de conductores de Guadalajara y Monterrey tanto para presentar los programas y las secciones.

### Guadalajara
En 2021 se daría a conocer por los conductores de Monterrey que sería el fin de ellos en dichas emisiones y que el día lunes 9 de agosto se estrenaría nuevo foro y que habría nuevos conductores, quedando solamente los presentadores del proyecto original Victor Hugo Ornelas, Priscila Sánchez, Marilu Tovar y Paty Sánchez e incorporando a más presentadores.

## Presentadores

### Conductores
- Leonardo Schwebel
- Mauro Hernández
- Paty Sánchez
- Victor Hugo Ornelas
- Ariana Benavides
- Marilú Tovar
- David Correa

### Secciones
- Scarlett Salazar
- Alonso González
- Carlos Meza
- Vicente Torres Alfaro
- Édgar Paredes
- Emily Quiñones
- Pablo Nuñez
- Marco Murillo "El Sombra"
- Fanny Hernández "La Mosha"
- Gaby Ulloa
- Vanessa Flores

### Presentadores Anteriores
- Rodrigo Rico
- Miguel Karcz (†)
- Priscila Trejo
- Costel
- Fer Nuñez
- Verónica Sánchez
- Victoria Torres
- Maru Lozano
- Pedro Gamboa
- Priscila Cantú
- Karla Victoria Rodríguez